# 王敦
王敦（266年—324年），字處仲，小字阿黑，琅邪臨沂（今山東臨沂北）人。为東晋丞相王導的堂兄。王敦出身琅琊王氏，曾與王導一同協助司馬睿建立東晉政權，成為當時權臣，但一直有奪權之心，進而發動政變，史稱王敦之亂。最後在叛亂期間病逝，享年五十九歲。

## 生平

### 立身亂局
王敦娶晉武帝司馬炎之女襄城公主為妻，官拜駙馬都尉，後任太子舍人。元康九年（299年），皇后賈南風廢太子司馬遹，遷他於許昌，並不許東宮官屬送行，王敦則與太子洗馬江統、潘滔、太子舍人杜蕤、魯瑤等違命去送行，得到當時議論者的稱許。後王敦改任給事黃門侍郎。
永寧元年（301年），趙王司馬倫篡奪帝位，並派王敦到兗州慰勞擔任刺史的叔父王彥。三個月後，齊王司馬冏興兵討伐司馬倫，諸王都響應，此時王彥收到齊王的檄命，邀請一同起兵；王彥畏懼司馬倫兵力強盛，不敢應命。王敦此時勸王彥響應，最終齊王擊敗司馬倫，王彥亦獲功勳。司馬倫失敗後，晉惠帝復位，王敦遷任散騎常侍、左衛將軍、大鴻臚、侍中。
永嘉元年（307年），司徒王衍推荐他做青州刺史，拜廣武將軍。不久又徵命王敦為中書監，王敦將襄城公主的侍婢都分發給將士，又向人分發金銀財寶給部眾後才回到洛陽。此時在滎陽遙控政權的太傅司馬越來朝，王敦認為他此行一定時有誅殺處罰，後司馬越果然收捕中書令繆播等十餘人，並處死。司馬越任命王敦為揚州刺史；潘滔認為讓王敦到外偏遠地會令他肆意妄為，成為無法制約的地方豪強。但司馬越不聽。

### 助建東晉
王敦到揚州後與堂弟王導一起輔助司馬睿在江南地區建立名望，為著中興晉朝；因司馬睿依靠王敦及王導才能建立力量，所以當時人有說：「王與馬，共天下。」之後被徵拜尚書，但王敦堅持留在揚州不上任。司馬睿於是任命王敦為安東軍諮祭酒。永嘉五年（311年），當時揚州刺史劉陶逝世，司馬睿於是任命王敦為揚州刺史，加廣武將軍。後更升任左將軍、都督征討諸軍事、假節。永嘉之亂後，晉懷帝被擄，司空荀藩推司馬睿為盟主；但當時的江州刺史華軼不肯順從司馬睿的指揮，司馬睿於是派王敦與歷陽內史甘卓和揚烈將軍周訪一起進攻華軼，並將他擊敗，華軼敗走被殺。
同時，不久以前杜弢在湘州作亂，後又攻破零陵，侵擾武昌、長沙、宜都、邵陵等郡，荊州刺史周顗因而退走。司馬睿於是又派王敦、陶侃等進攻，王敦讓陶侃等進討，而自在豫章作援。最終杜弢被擊破，王敦因功任鎮東大將軍、開府儀同三司，加都督江揚荊湘交廣六州諸軍事、江州刺史，封漢安侯。
王敦自此開始自選官員，兼統屬下州郡。後來杜弢部將杜弘南走廣州，請求收降並願意討伐在桂林的盜賊，之後又與交州刺史王機圖謀叛變，但遭陶侃討平。杜弘最終向零陵太守尹奉投降，尹奉將杜弘送給王敦，王敦於是收他為部將，甚為寵信。另南康人何欽當時據險聚眾數千人，王敦私下加任他四品將軍。王敦專擅的跡象漸見明顯。堂弟王棱知道王敦野心，曾不斷勸諫王敦，但卻遭到王敦暗殺。

### 叛亂根源
建武元年（317年），因晉愍帝被擄，司馬睿改封晉王，統攝萬機。王敦此時獲進位征南大將軍。次年司馬睿因晉愍帝被殺而即位，是為晉元帝，東晉建立，王敦改拜侍中，升任大將軍、江州牧。王敦以他討伐杜曾失利而請求自貶，免任侍中並不拜州牧。後司馬睿又加任王敦為荊州牧，王敦又辭讓州牧，僅聽任刺史。
之後元帝漸漸重用劉隗，同時疏遠一開始扶持他而名聲似乎比皇族更高的琅琊王氏士族，王敦因而上書為王導抱不平。而其實元帝重用劉隗、刁協等人就是為了減弱立下大功而又有極高名聲的琅邪王氏勢力，而面對在外地專權而手握強兵，更有意圖專擅朝政的王敦就更為畏懼和厭惡。太興三年（320年），元帝任命湘州刺史甘卓改任梁州刺史，王敦要求以從事中郎陳頒代替甘卓擔任原本湘州刺史的位置，但遭拒絕，元帝更派譙王司馬承移鎮湘州。王敦見此，上表陳說古今被皇帝猜疑的忠臣和小人如何離間忠臣和皇帝的關係，想要感動元帝。元帝見奏表後更為忌憚王敦，表面上增加他的屬官和尊貴待遇，但同時又任命劉隗和戴淵領兵到外，表面上是要抵抗北方胡族政權的入侵，實際上是要防備王敦。

### 王敦之亂
永昌元年（322年）正月，王敦從江州武昌起兵，以誅劉隗為名進攻建康。司馬睿聞訊大怒，命劉隗等人回建康準備防守，司馬睿更親自披甲出鎮城郊。王敦率軍一路前進到石头城（建康西邊的军事要塞），原本打算進攻劉隗镇守的金城，但杜弘勸他攻石頭城，先攻破周札。王敦聽從並進攻石頭城，守將周札開城門投降，王敦又擊敗了戴淵、劉隗、王導、周顗、郭逸和虞潭的進攻，劉隗和刁協北走。
王敦约甘卓一同起兵，甘卓虽然答应，却没有起兵，更劝阻王敦，后来还联络司马承、陶侃讨伐王敦，兵临武昌，吓得百姓逃散。但甘卓没有进一步的动作。
王敦入石頭城後，並不立刻到建康朝見司馬睿，反而擁兵石頭城，更縱兵四處劫掠。官眾因亂逃走，只餘安東將軍劉超領兵與兩名侍中一同侍奉司馬睿，司馬睿只得求和。甘卓担心危及皇帝，决定撤军。王敦攻破湘州，俘杀司马承，又密令襄阳太守周虑杀死甘卓。
王敦見王導時又怪責他當日在司馬睿繼位前不聽自己勸告，改立幼主使他能專擅朝政，致使內亂發生，幾乎令王氏覆滅；但王導仍秉正地與王敦議論，王敦無法爭辯。之後王敦自任丞相、江州牧，進封武昌郡公，又加羽葆鼓吹，讓太常荀崧拜授，王敦則假意辭讓。王敦又殺周顗、戴淵；更因太子司馬紹為人有勇略，意圖誣陷他不孝而廢掉他，但遭溫嶠大力反對而不能成事。王敦不久即回到武昌，遙控朝政。王敦得勢後，謀害易雄等忠良之士，又在朝中樹立黨羽，將相州牧都是王氏族人，而且又以沈充、錢鳳二人為謀主，縱容手下為非作歹，無法無天；有識之士都知道王敦很快會敗亡。王敦後又自領寧州和益州都督。同年，司馬睿因憂憤而死，由太子司馬紹繼位，是為晉明帝。
太寧元年（323年），王敦謀求篡位，諷諫朝廷徵召自己，司馬紹於是手詔徵召王敦。又拜受加黃鉞、班劍武賁二十人，奏事不名，入朝不趨，劍履上殿。王敦到姑孰時，司馬紹派侍中阮孚設牛酒犒勞王敦，但王敦卻稱病不見，只派主簿接受，不久王敦自任揚州牧。後王敦侄兒王允之聽到钱鳳與王敦討論奪權的計劃，王允之即告訴父親王舒，而王舒及王導就告訴司馬紹，讓朝廷上下準備應付王敦。
太寧二年（324年），王敦患病，部將錢鳳和沈充暗中籌劃王敦死後的對策，最終決定在王敦死後作亂，顛覆東晉，並勸王敦剷除有名望的周札以及司馬睿心腹冉曾和公乘雄，王敦都一一照做。及至王敦病情轉壞，司馬紹一方面派侍中陳晷等人問候王敦病況，另一方面卻暗地裏打算討伐，並微服到蕪湖察看王敦軍的營壘，又派大臣查問王敦起居。
王敦任命溫嶠為丹陽尹，意圖監察朝廷動靜。但溫嶠卻向司馬紹告發王敦奪位的圖謀，司馬紹於是下令討伐，並偽稱王敦己死，激厲將士討伐王敦部眾。此時王敦病重，根本不能統率軍隊，於是以誅溫嶠等奸臣為名，以哥哥王含為元帥，命錢鳳、鄧嶽、周撫等率兵五萬，水陸並進攻向建康。後中軍司馬曹渾在越城擊敗王含，王敦聞訊大怒，欲親自領兵作戰，但因病重乏力而無法下床。另一方面，錢鳳等人率軍到建康，屢遭司馬紹親率的軍隊擊敗。此時王敦逝世，享年五十九歲。王敦死前仍然和養子王應及羊鑒說他死後要先置文武百官，然後再處理葬事。但之後王應秘不發喪，用席包裹屍身後在外塗臘，再埋在屋中，即與諸葛瑤等人縱情酒色。不久王含、沈充、錢鳳諸軍皆敗，王敦之亂遂平。之後王敦即被起出屍身，燒毀衣冠，並擺成長跪的姿勢戮屍，頭顱被斬下後與沈充等人的頭顱一同被掛在城南朱雀桁上，向平民展示。之後王敦的屍首無人敢收葬，最後在尚書令郗鑒的建議下才讓王敦家屬收葬。
王敦覆亡後，王敦各黨羽都被追捕，但琅琊王氏并未被牵连，如王導等人更獲加官晋爵。

## 性格特徵
- 史載王敦眉目疏朗，性格簡脫，有鑒裁，並通《春秋左氏傳》。王敦亦從不說錢財，同時喜好清談。
- 王敦亦愛音樂，曾當眾表演擊鼓，而且音節諧韻，神情自得，旁若無人，在坐觀看的人都稱他雄爽。
- 石崇以生活奢華見稱，廁所都常有十多名有美貌的婢女侍奉，並放置甲煎粉和沈香汁；而如廁後的人都會更換新衣。很多客人都因為要在眾侍婢前脫衣而感到害羞，但王敦則一直神情自若。
- 對比王導的寬厚，王敦顯得冷血無情。王愷有一次設置酒宴，王敦和王導都在座，當時有一名女藝伎吹笛吹錯了，王愷就立刻將她殺害，此舉令在座眾人都失色，唯獨王敦神態自若。又一次到王愷家作客，王愷命美人勸酒，並命令若客人不喝酒美人就要死，王導為了不讓美人枉死強忍醉意把酒喝光，傳到王敦那裏時王敦堅決不肯喝，令勸酒的美人恐懼色變，王敦便冷眼看著美人被拖出去殺頭。[4]
- 王敦曾經十分荒淫，家中擁有美妾侍婢數十名。其他人因而勸諫他，王敦說：「這很簡單。」於是遣散家中數十名婢妾離開，當時的人都十分驚異。
- 王敦殺害周顗後，有次玩樗蒲，見到棋子被打回，聯想到周家的衰敗，因此流淚。[5][6]
- 王敦風姿似乎比不上謝尚。宋禕為當世美女，曾從綠珠處學笛，先歸王敦，後屬謝尚謝尚曾問宋禕自己與王敦的差異？宋瑋回答說王與謝尚相比，就如同是鄉下人與貴人一樣。當時人認為「鎮西將軍謝尚容貌出眾」導致宋這樣回答。[7]

## 評價
- 《晉書》史臣曰：琅邪之初鎮建鄴，龍德猶潛，雖當璧膺圖預定於冥兆，豐功厚利未被於黎氓。王敦歷官中朝，威名夙著，作牧淮海，望實逾隆，遂能託魚水之深期，定金蘭之密契，弼成王度，光佐中興，卜世延百二之期，論都創三分之業，此功固不細也。既而負勳高而圖非望，恃劫逼而肆驕陵。釁隙起自刁劉，禍難成於錢沈。於晉陽之甲，纏象魏之兵。蜂目既露，豺聲又發，擅竊國命，殺害忠良，逐卻篡盜乘輿，逼遷龜鼎。賴嗣君英略，晉祚靈長，諸侯釋位，股肱勠力，用能運茲廟算，殄彼凶徒，克固源圖，載清天步者矣。
- 《晉書》贊曰：播越江濆，政弱權分。元子恃力，處仲矜勳。迹既陵上，志亦無君。罪浮浞𧴒，心窺舜禹。樹威外略，稱兵內侮。惟身與嗣，竟權齊斧。
- 潘滔：處仲蜂目己露，但豺聲未振，若不噬人，亦當為人所噬。
- 王導：處仲若當世，心懷剛忍，非令終也。
- 周顗：賊臣王敦，傾覆社稷，殺枉忠臣。

## 延伸阅读
[在维基数据编辑]
 《晉書/卷098》，出自房玄齡《晉書》
 《晉書·卷006》，出自房玄齡《晉書》

- 《資治通鑑》卷八十三 （页面存档备份，存于）至卷九十三 （页面存档备份，存于）